# Škotovskij rajon
Lo Škotovskij rajon (in russo Шкотовский район?) è un rajon (distretto) del Territorio del Litorale, nell'estremo oriente russo; il capoluogo è Smoljaninovo.